# Émile Bienaimé
Paul Émile Bienaimé (París, 6 de juliol de 1802 - idm. 17 de gener de 1869) fou un compositor i organista francès.
Estudiant de l'Escola de Nostra Senyora a París, va estudiar al Conservatori amb Victor Dourlen i Fétis. Guanyador en 1822 del premi de l'harmonia en 1825, va guanyar amb una fuga en quatre parts d'un concurs de composició organitzat pel Conservatori i va acabar segon en 1826 el Premi de Roma amb la seva cantata Herminie. El 1828 fou nomenat professor de solfeig i el 1838 d'harmonia i d'acompanyament del conservatori, i durant diversos anys desenvolupà el càrrec de mestre de capella de Nostra Senyora.
És autor de nombroses obres, composicions musicals, entre elles: de Cinquante études d'harmonie pratique (París, 1844), que tingueren gran acceptació entre el professorat; Ecole de l'harmonia moderne (París, 1863), important estudi que rebel·la grans coneixements, i d'una Histoire du piano depuis son origine jusqu'a nos jours, que deixà sense acabar.